# The Sign of the Claw
The Sign of the Claw è un film muto del 1926 diretto da Reeves Eason. Prodotto sotto la supervisione di Renaud Hoffman dalla Gotham Productions, il film aveva come interpreti la star canina Peter the Great, Ethel Shannon, Edward Hearn, Lee Shumway.

## Trama
Nel corso dell'inseguimento di due banditi da parte dell'agente Robert Conway, il suo cane, Peter the Great, strappa il cappotto di Jimmie Bryson, un giovane impiegato di banca. Mildred, la sorella di Jimmie, nota la manica strappata, mentre Stokes, il losco compagno del fratello le fa delle avances. Stokes, che ha intenzione di rapinare la banca quella notte, costringe Jimmie a dargli la combinazione della cassaforte. Nel frattempo Bob, che ha cominciato a interessarsi a Mildred, viene presentato a Jimmie. Quel ragazzo, però, suscita i suoi sospetti quando Peter, trovandosi davanti a lui, comincia a ringhiare. Vorrebbe arrestarlo ma cede alle suppliche di Mildred.

Stokes dimostra di essere il vecchio proprietario di Peter e se ne va via con il cane. Jimmie, intanto, si rifiuta di collaborare alla rapina e viene legato dai malviventi che rapiscono anche Mildred. Il cane libera la ragazza, mentre Bob resta intrappolato in banca dai banditi. Liberato da Jimmie, insegue i ladri in un carosello automobilistico che porta alla morte di Stokes.

## Produzione
Il film fu prodotto dalla Gotham Productions.

## Distribuzione
Il copyright del film, richiesto dalla Lumas, fu registrato il 28 giugno 1926 con il numero LP22859.
Distribuito dalla Lumas Film Corporation e presentato da Samuel Sax, il film uscì nelle sale statunitensi nel maggio 1926. Nel Regno Unito, la Stoll Picture Productions lo distribuì il 27 settembre 1926.

### Conservazione
Copie della pellicola si trovano conservate negli archivi della Library of Congress di Washington e del Lobster Films di Parigi.